# Associazione italiana registri tumori
L’Associazione italiana registri tumori (AIRTUM onlus) è nata nel 1996 con l'intento di promuovere e coordinare le attività dei Registri tumori presenti in Italia. Attualmente il suo presidente è il professor Fabrizio Stracci.
I Registri tumori raccolgono informazioni sui casi di tumore nella popolazione residente in un determinato territorio. Sorvegliano l'andamento della patologia oncologica archiviando e codificando le informazioni e rendendole disponibili per studi e ricerche sulle cause del cancro, per la valutazione degli interventi di prevenzione, per l'analisi dell'esito delle cure e per la programmazione degli interventi sanitari.
Nel 2014 in Italia risultano inclusi in AIRTUM attivi 45 Registri tumori che coprono complessivamente oltre il 52% della popolazione. La maggior parte dei registri di popolazione sono “generali”, ovvero raccolgono i dati relativi a tutti i tumori in tutti i residenti di un determinato territorio (può essere una singola città o un'intera regione, una provincia o il territorio di una ASL). I registri specializzati, invece, raccolgono informazioni su un singolo tipo di tumore (per esempio il colon-retto, la mammella, eccetera) oppure su specifiche fasce di età (per esempio tutti i tumori infantili).

## Storia
In Italia, come in altri Paesi del Sud Europa, i Registri tumori non sono nati per iniziativa di organismi nazionali né a seguito di precisi criteri programmatori, ma più frequentemente hanno avuto origine dalla spontanea motivazione scientifica di singoli clinici, patologi,  epidemiologi e medici della sanità pubblica. Il carattere volontaristico di tali iniziative ha fatto sì che i Registri tumori assumessero spesso dimensioni medio-piccole e una diffusione geografica irregolare (il primo registro tumori italiano generale a entrare in attività è stato quello di Varese, istituito nel 1976, seguito subito da dopo da quello di Parma).
Solo in anni recenti sono state programmate azioni di incentivazione da parte di soggetti pubblici (CCM, Regioni ecc.) per arrivare all'obiettivo di coprire con le attività di registrazione l'intero territorio nazionale. Ma si è dovuto attendere il 13 dicembre 2012 perché venisse approvata la legge istitutiva della rete nazionale dei Registri tumori grazie alla conversione del DL 179/2012. All'art. 12 il decreto legge contiene le norme che istituiscono il Fascicolo Sanitario Elettronico (FSE) e i sistemi di sorveglianza nel settore sanitario (Registri di mortalità, di tumori, di altre patologie e di trattamenti) ai fini di “…prevenzione, diagnosi, cura e riabilitazione, programmazione sanitaria , verifica della qualità delle cure, valutazione dell'assistenza sanitaria e di ricerca scientifica in ambito medico, biomedico ed epidemiologico allo scopo di garantire un sistema attivo di raccolta sistematica di dati anagrafici, sanitari ed epidemiologici per registrare e caratterizzare tutti i casi di rischio per la salute, di una particolare malattia o di una condizione di salute rilevante in una popolazione definita”.
Presidenti AIRTUM

1. Dr.ssa Eva Buiatti (1996-1999): Registro tumori Toscano, Centro per lo Studio e Prevenzione Oncologica Regione Toscana, Firenze.
2. Dr. Roberto Zanetti (1999-2003): Registro tumori Piemonte, Centro di Riferimento per l'Epidemiologia e la Prevenzione Oncologica in Piemonte.
3. Prof. Maurizio Ponz de Leon (2003-2007): Registro tumori colorettali Modena, Università di Modena.
4. Dr. Eugenio Paci (2007-2010): Registro tumori Toscano, Istituto per lo Studio e la Prevenzione Oncologica Regione Toscana, Firenze.
5. Dr. Stefano Ferretti (2010-2013): Registro tumori della Provincia di Ferrara, Università di Ferrara, Azienda USL Ferrara.
6. Dr. Emanuele Crocetti (2013-2016): Registro tumori Toscano, Istituto per lo Studio e la Prevenzione Oncologica Regione Toscana, Firenze; Joint Research Centre EU, Ispra (VA).
7. Dr.ssa Lucia Mangone (2016-2019): Registro tumori reggiano, Azienda USL Reggio Emilia.
8. Prof. Massimo Rugge (2019-2020): Registro tumori del Veneto, Università di Padova.

## Attività
L'AIRTUM promuove e sostiene l'avvio di nuovi Registri tumori, verificandone la qualità dei dati. Propone inoltre attività di formazione continua del personale, garantendo l'accuratezza e la qualità dei dati attraverso la standardizzazione delle tecniche di registrazione in accordo con le regole internazionali. Ha creato e alimenta una banca dati comune, che è interrogabile via web attraverso la procedura ITACAN.
L'Associazione incentiva inoltre programmi di analisi congiunta dei dati attraverso la sua banca dati nazionale, al fine di garantire una dimensione nazionale alle pubblicazioni di dati epidemiologici relativi ai tumori in Italia. Collabora inoltre alla promozione di una rete internazionale attraverso i rapporti con altri Paesi e con le istituzioni internazionali di riferimento (IARC, IACR, ENCR).
L'AIRTUM divulga le sue attività attraverso il proprio sito web, dove sono disponibili tutte le sue pubblicazioni sull'epidemiologia dei tumori in Italia, i riferimenti di tutti i Registri accreditati operanti nel Paese e gli aggiornamenti su tutto quanto concerne la diffusione dei tumori, le iniziative in corso, gli eventi di formazione. 

## Dati dell'AIRTUM
L'AIRTUM rende disponibili dati reali e produce stime nazionali per i seguenti indicatori:
- incidenza (i nuovi casi di tumore che insorgono in un territorio ogni anno),
- prevalenza (il numero delle persone che convivono con un tumore in Italia),
- sopravvivenza (delle persone che convivono con un tumore),
- mortalità (i decessi per tumore in un territorio ogni anno).

Le pubblicazioni periodiche basate sui dati AIRTUM, così come i volumi I numeri del cancro in Italia annualmente prodotti in collaborazione con l'Associazione Italiana Oncologia medica (AIOM) e come ITACAN (la banca dati AIRTUM), rendono regolarmente disponibili informazioni epidemiologiche a tutta la popolazione e forniscono dati di incidenza, mortalità, sopravvivenza e prevalenza dei tumori in Italia agli organi del Servizio sanitario nazionale e alla comunità scientifica per facilitare la ricerca, la prevenzione e la pianificazione dell'assistenza in campo oncologico.